# まち自慢ラジオ
『まち自慢ラジオ』（-じまん-）は、中国放送（RCCラジオ）開局70周年特別企画『広島大家族プロジェクト』として、2022年4月16日から10月8日まで放送されたトーク番組・紀行番組である。また、2023年5月7日12:00-12:30に特別番組として放送された。イズミ（ゆめタウン・ゆめマートとして名義）の一社提供番組。

## 放送日時
- 隔週土曜日（13:00 - 13:30）

## 概要
1952年（昭和27年）10月1日に開局し、2022年（令和4年）で開局50周年を迎えた中国放送（RCC）が、『広島家族。RCC』をキャッチフレーズとして、広島大家族プロジェクト特別企画を行われた。

## 訪問した広島県内地域
| 回 | 放送日   | 訪問した地域     | 備考 |
| -- | -------- | ---------------- | ---- |
| 1  | 04月16日 | 廿日市市         |      |
| 1  | 04月16日 | 三原市           |      |
| 2  | 04月30日 | 東広島市         |      |
| 2  | 04月30日 | 豊田郡大崎上島町 |      |
| 3  | 05月21日 | 府中市           |      |
| 3  | 05月21日 | 福山市           |      |
| 4  | 06月04日 | 庄原市           |      |
| 4  | 06月04日 | 神石郡神石高原町 |      |
| 5  | 06月18日 | 尾道市           |      |
| 5  | 06月18日 | 安芸高田市       |      |
| 6  | 07月02日 | 安芸郡熊野町     |      |
| 6  | 07月02日 | 安芸郡坂町       |      |
| 7  | 07月16日 | 竹原市           |      |
| 8  | 07月30日 | 呉市             |      |
| 8  | 07月30日 | 安芸郡海田町     |      |
| 9  | 08月13日 | 江田島市         |      |
| 9  | 08月13日 | 安芸郡府中町     |      |
| 10 | 09月03日 | 大竹市           |      |
| 10 | 09月03日 | 三次市           |      |
| 11 | 09月17日 | 広島市           |      |
| 11 | 09月17日 | 世羅郡世羅町     |      |
| 12 | 10月8日  | 山県郡安芸太田町 |      |
| 12 | 10月8日  | 山県郡北広島町   |      |